# AGORA (tijdschrift)
AGORA Magazine voor sociaalruimtelijke vraagstukken (ISSN 1380-6319) is een populairwetenschappelijk tijdschrift dat zich richt op actuele ontwikkelingen op het gebied van ruimtelijke ordening, stadsstudies, sociale geografie en planologie.
Het nulnummer verscheen in 1984. Aanvankelijk werd het tijdschrift uitgegeven door het Amsterdamse onderzoeksbureau Strabo. Vanaf 1995 was het een gezamenlijke uitgave van het aan de Universiteit van Amsterdam gelieerde instituut SISWO (Stichting Interuniversitair Instituut voor Sociaal-Wetenschappelijk Onderzoek) en het geografisch genootschap KNAG. Sinds 2000 wordt het uitgegeven door de onafhankelijke Stichting Tijdschrift AGORA. Het blad verschijnt vijfmaal per jaar in een oplage van 1300 exemplaren.
Een belangrijk onderdeel van AGORA was vanaf het eerste nummer het scriptie-overzicht, een lijst met afstudeerscripties op het vakgebied van het tijdschrift. De redactie nodigde auteurs van scripties uit om in het blad voor een breder publiek dan de scriptiecommissie verslag te doen van hun onderzoek. Deze opzet is in de jaren negentig verlaten. Tegenwoordig wordt het tijdschrift thematisch samengesteld, al behoort laagdrempeligheid voor studenten-auteurs nog steeds tot de centrale doelstelling.
Het tijdschrift wordt tegenwoordig samengesteld door een redactie van gevorderde studenten en promovendi uit de studierichtingen sociale geografie, planologie, stadssociologie en architectuur en jonge professionals uit de plannings- en advieswereld. Het doel van het blad is een publiek van studenten, promovendi, wetenschappelijk docenten, beleidsmakers, beleidsadviseurs en overige geïnteresseerden te informeren over 'sociaalruimtelijke' ontwikkelingen en trends in het ruimtelijk onderzoek en beleid.